# Roberto Orlando Affonso Júnior
Roberto Orlando Affonso Júnior, (tiếng Trung: 羅拔圖; sinh ngày 28 tháng 5 năm 1983 ở São Paulo, Brasil), thường được biết với tên Roberto, là một cầu thủ bóng đá người Hồng Kông thi đấu cho câu lạc bộ tại Giải bóng đá ngoại hạng Hồng Kông R&F.

## Sự nghiệp câu lạc bộ
Beto bắt đầu sự nghiệp bóng đá tại Santos Futebol Clube.
Ngày 18 tháng 6 năm 2017, chu tịch Eastern Peter Leung tuyên bố rằng Roberto đã được đề nghị bản hợp đồng 2 năm với R&F. Hai tuần sau, cả hai câu lạc bộ đồng ý chuyển nhượng với giá HKD$250,000.

## Sự nghiệp quốc tế
Beto sinh ra và lớn lên ở Brasil, nhưng trở thành công dân Hồng Kông sau 9 năm sinh sống. Anh được triệu tập vào Đội tuyển bóng đá quốc gia Hồng Kông, và có màn ra mắt tại vòng loại FIFA World Cup 2-0 loss trước Qatar.